# Bucy-Saint-Liphard
Bucy-Saint-Liphard är en kommun i departementet Loiret i regionen Centre-Val de Loire strax norr Frankrikes mitt. Kommunen ligger i kantonen Patay som tillhör arrondissementet Orléans. År 2022 hade Bucy-Saint-Liphard 208 invånare.

## Befolkningsutveckling
Antalet invånare i kommunen Bucy-Saint-Liphard
| Referens: INSEE |